# Severomakedonská hokejová reprezentace
Národní hokejové mužstvo Severní Makedonie sestavuje hokejová federace, která sdružuje 137 registrovaných hráčů (z toho 86 seniorů), majících k dispozici 1 halu a 3 otevřené stadiony s umělou ledovou plochou. Severní Makedonie je členem Mezinárodní federace ledního hokeje - IIHF od 4. října 2001. V roce 2011 byl poprvé zřízen národní výběrový tým, který v březnu 2011 odehrál první přátelský zápas s bulharským klubovým týmem Red Star Sofia ve Skopje prohrál 1:4. Vůbec první mezinárodní zápasy hrála Severní Makedonie dva přátelské zápasy proti bulharskému týmu do 20 let, a oslavila své první vítězství ve druhém zápase. První oficiální mezinárodní zápasy pro Severní Makedonii se konaly 20. a 21. ledna 2018. V Sarajevu se setkali s bosensko-hercegovinským národním hokejovým týmem . Severní Makedonie vyhrála první zápas 8:7, ve druhém prohrála 6:7. Od 19. do 21. listopadu 2018 Severní Makedonie získala na Development Cupu 2018 s pěti výhrami v pěti hrách první turnajové vítězství.

## Mezistátní utkání Makedonie
- 20.12.2014  Bulharsko »20« 6:5 Makedonie
- 21.12.2014  Makedonie 4:3 Bulharsko »20«
- 20.1.2018  Bosna 7:8 Makedonie
- 21.1.2018  Bosna 6:7 Makedonie
- 19.11.2018 Irsko 6:9 Makedonie
- 19.11.2018  Andorra 4:9 Makedonie
- 20.11.2018  Makedonie 5:4 Portugalsko
- 20.11.2018  Makedonie 6:3 Andorra
- 21.11.2018  Portugalsko 3:9 Makedonie

## Dresy
| Domácí a venkovní dres |  |
|                        |  |